# کلاته قصاب
کلاته قصاب روستایی در دهستان قائن بخش مرکزی شهرستان قائنات استان خراسان جنوبی ایران است. بر پایه سرشماری عمومی نفوس و مسکن در سال ۱۳۹۰ جمعیت این روستا کمتر از ۳ خانوار بوده‌است.